# Mădăraș (Harghita)
Mădăraș [ˈməˈdəraʃ] (veraltet Madaraș; ungarisch Csíkmadaras oder Madaras) ist eine Gemeinde im Kreis Harghita, in der Region Siebenbürgen in Rumänien.

## Geographische Lage

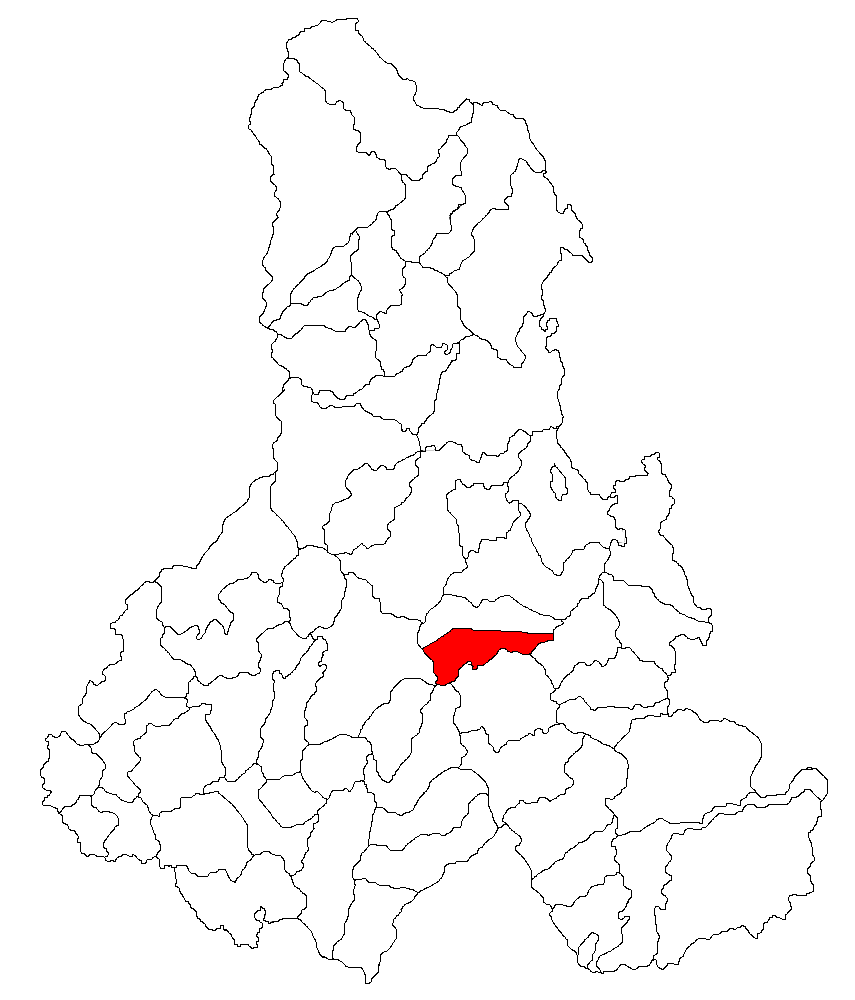
Lage der Gemeinde Mădăraș im Kreis Harghita

Mădăraș liegt östlich des Siebenbürgischen Beckens zwischen dem Harghita- und dem Ciuc-Gebirge – Teilgebirge der Ostkarpaten – in der historischen Region Szeklerland. An der Mündung des gleichnamigen Flusses in den Oberlauf des Olt (Alt), an der Bahnstrecke Siculeni–Gheorgheni und der Nationalstraße (Drum național) DN12 liegt Mădăraș 17 Kilometer nördlich von der Kreishauptstadt Miercurea Ciuc (Szeklerburg) entfernt.

## Geschichte
Der mehrheitlich von Szeklern bewohnte Ort Mădăraș wurde im Jahr 1567 erstmals urkundlich erwähnt.
Das archäologische Verzeichnis Repertoriul Arheologic Național vermerkt archäologische Funde der Urgeschichte von Siedlungen bei von den Einheimischen genannt Ebhát und Honcs. Bei Hátsó Sásazó wird eine Siedlung der Dakerzeit zugeschrieben.
Des Weiteren werden unter etwa fünf 2–3 Meter hohe und 5–7 Meter breite Erdhügel die Ruinen von Unterkünften vermutet und ins Mittelalter datiert, da in Steuerlisten aus dem Jahre 1567 Personen vermerkt werden, die in einer der Schmieden von Mădăraș tätig waren. Auch Erzabbau und eine Eisenhütte wurde im Mittelalter auf dem Gebiet des Ortes betrieben.
Verwaltungstechnisch gehörte Mădăraș zur Zeit des Königreichs Ungarn zum Stuhlbezirk Felcsík im Komitat Csík (rumänisch Comitatul Ciuc), anschließend zum historischen Kreis Ciuc und seit 1950 zum heutigen Kreis Harghita.
Mădăraș als eigenständige Gemeinde besteht seit 2002 durch Abspaltung von der heutigen Gemeinde Dănești (ungarisch Csíkdánfalva).

## Bevölkerung
Die Bevölkerung der Gemeinde Mădăraș entwickelte sich wie folgt:
| Volkszählung | Volkszählung | Ethnische Zusammensetzung | Ethnische Zusammensetzung | Ethnische Zusammensetzung | Ethnische Zusammensetzung |
| Jahr         | Bevölkerung  | Rumänen                   | Magyaren                  | Deutsche                  | andere                    |
| ------------ | ------------ | ------------------------- | ------------------------- | ------------------------- | ------------------------- |
| 1850         | 1.532        | 60                        | 1.466                     | -                         | 6                         |
| 1930         | 2.263        | 39                        | 2.178                     | 9                         | 37                        |
| 1966         | 2.325        | 52                        | 2.189                     | 1                         | 83                        |
| 1977         | 2.442        | 34                        | 2.408                     | -                         | -                         |
| 2002         | 2.205        | 7                         | 2.189                     | -                         | 9                         |
| 2011         | 2.199        | 2                         | 2.168                     | -                         | 29                        |
| 2021         | 2.093        | 16                        | 1.998                     | -                         | 79                        |

Seit 1850 wurde in Mădăraș die höchste Einwohnerzahl sowie die der Magyaren 1977 ermittelt. Die höchste Anzahl der Rumänen (222) wurde 1920, die der Rumäniendeutschen 1930 und die der Roma (16) wurde 1941 registriert. Des Weiteren bekannten sich 1966 73 als Ukrainer.

## Sehenswürdigkeiten

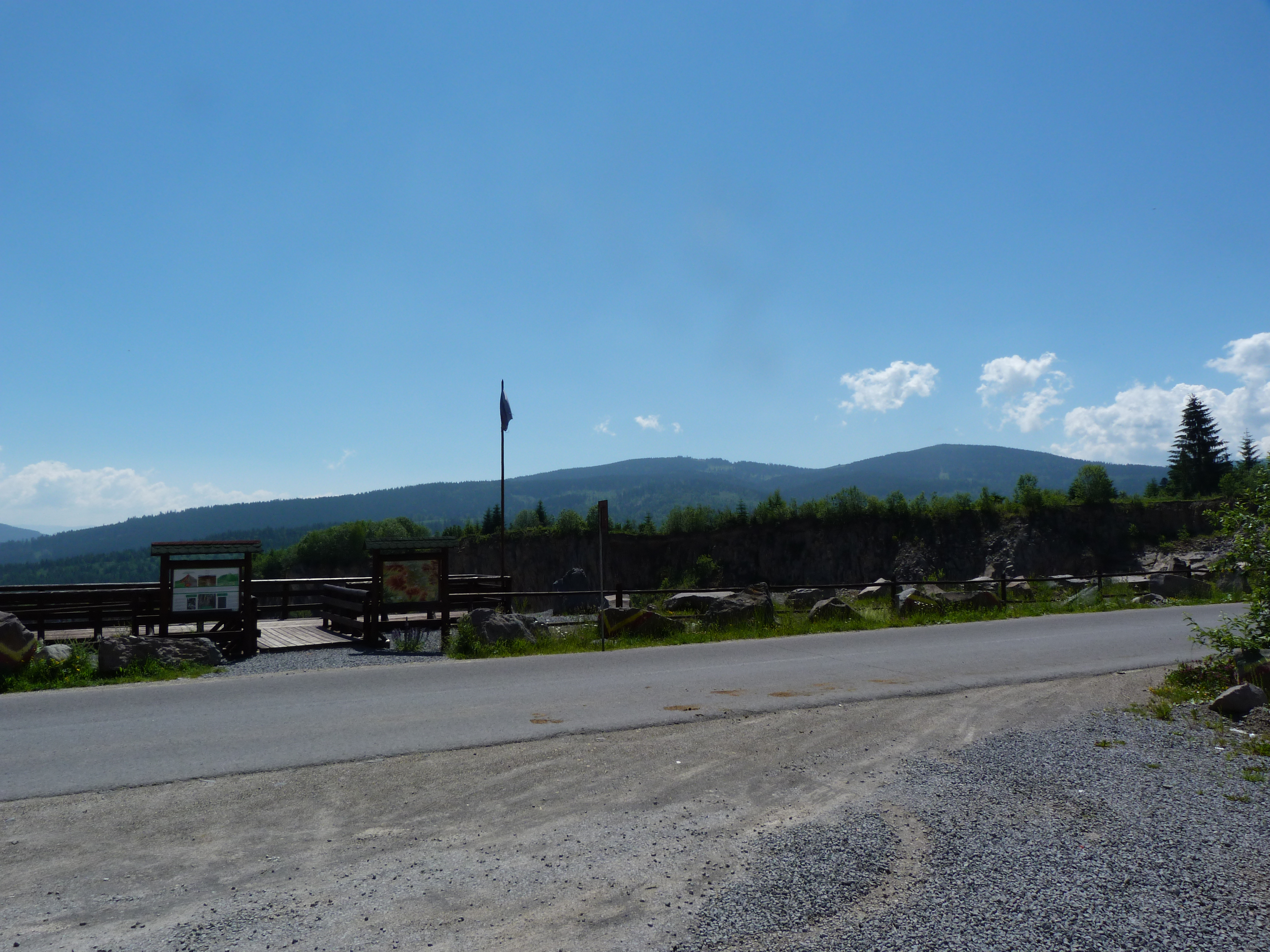
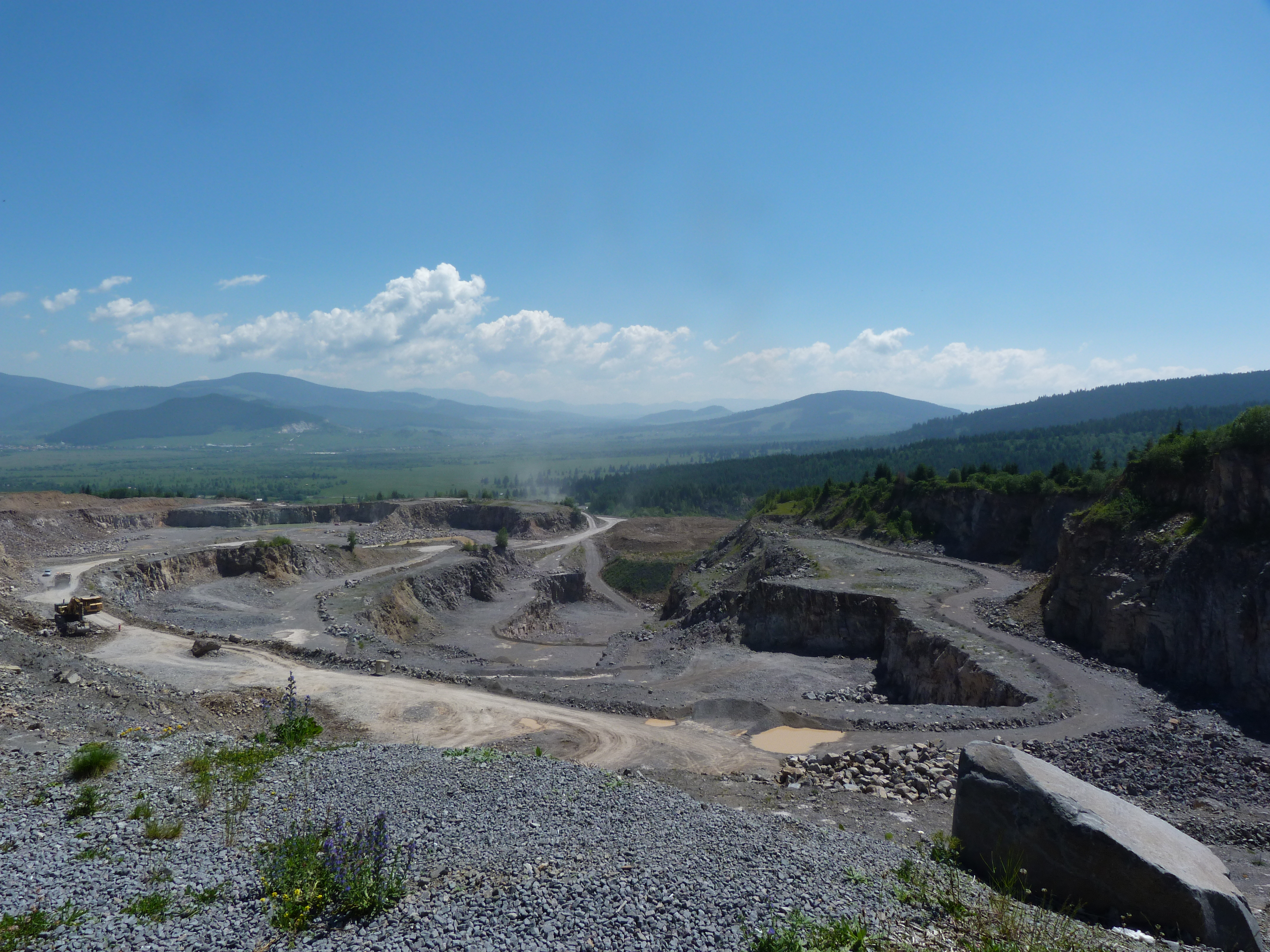

- Eine Wassermühle im 19. Jahrhundert errichten, bei Anwesen Nr. 629 steht unter Denkmalschutz.[10]
- In der Nähe des Bahnhofs befindet sich ein kleines Mineralwasserbad. Das 19 °C warme Heilwasser wird gegen rheumatische- und Herz-Kreislauf-Erkrankung empfohlen.[3]
- Mădăraș ist Ausgangspunkt zum gleichnamigen Gipfel (1800 m) im Harghita-Gebirge vorbei bei der 18 Kilometer entfernten Schutzhütte Mădăraș, gelegen bei 1671 m.[3]